# ریو سوچیا
ریو سوچیا (انگلیسی: Rio Tsuchiya؛ زادهٔ ۱۹ اوت ۱۹۹۷) صداپیشه اهل ژاپن است. وی از سال ۲۰۱۹ میلادی تاکنون مشغول فعالیت بوده‌است.